# Kiełcze-Kopki
Kiełcze-Kopki is een plaats in het Poolse district  Kolneński, woiwodschap Podlachië. De plaats maakt deel uit van de gemeente Kolno en telt 108 inwoners.